# Liste des châteaux de la Sarthe
Cet article recense de manière non exhaustive les châteaux (de défense ou d'agrément), maisons fortes et forteresses, mottes castrales ou féodales, manoirs, logis seigneuriaux et gentilhommières situés dans le département français de la Sarthe, autrement dit dans la partie orientale de la région historique du Maine (la partie occidentale étant occupée par le département de la Mayenne).
La présente liste indique la date ou les dates de construction des édifices et fait état le cas échéant des inscriptions et classements au titre des monuments historiques (MH) et de l'inventaire général du patrimoine culturel (IGPC).

## Liste
| Icône            | Signification    | Abréviations             | Abréviations                  | Abréviations             | Abréviations           |
| ---------------- | ---------------- | ------------------------ | ----------------------------- | ------------------------ | ---------------------- |
| Château fort     | Château fort     | = Bastide                | = Ferme fortifiée             | = Maison forte           | = (Néo-)Palladianisme  |
| Renaissance      | Renaissance      | = Château gascon         | = Folie (montpelliéraine)     | = Manoir, Gentilhommière | = Résidence épiscopale |
| Domaine viticole | Domaine viticole | = Classicisme, classique | = Forteresse, fort(ification) | = Maison (noble)         | = Style Beaux-Arts     |
| Palais           | Palais           | = Commanderie            | = Gothique (flamboyant)       | = Néo-baroque            | = Style Second Empire  |
| Ruine ou disparu | Ruine, disparu   | = Château pinardier      | = Hôtel particulier           | = Néo-classique          | = Style italianisant   |
|                  |                  | = Demeure seigneuriale   | ... = Style Louis XII...XVI   | = Néo-gothique           | = Style troubadour     |
|                  |                  | = Éclectisme             | = Logis (seigneurial)         | = Néo-Renaissance        | = Villa (de Nice)      |
| Baroque, rococo  | Baroque, rococo  | = Édifice religieux      | = Motte castrale/féodale      | = Pavillon de chasse     | = Styles du XXe siècle |

| Type                                                                   | Château                                                | Commune                       | Protection                                                                             | Notes                                        | Coordonnées                 | Illustration |
| ---------------------------------------------------------------------- | ------------------------------------------------------ | ----------------------------- | -------------------------------------------------------------------------------------- | -------------------------------------------- | --------------------------- | ------------ |
| Néo-classique                                                          | Château d'Aiguebelles                                  | Coulongé                      | Inscrit IGPC (2005) Notice no IA72000630.                                              | XIXe siècle                                  |                             |              |
| Classicisme, classique                                                 | Château d'Aillières                                    | Aillières-Beauvoir            |                                                                                        | XVIIe siècle                                 | 48° 24′ 11″ N, 0° 19′ 28″ E |              |
| Manoir, gentilhommière                                                 | Manoir des Alignés                                     | La Chapelle-d'Aligné          | Inscrit MH (1927) · Notice no PA00109703                                               | XVe et XVIe siècles                          |                             |              |
| Classicisme, classique                                                 | Château d'Ambrières                                    | Bazouges-sur-le-Loir          | Inscrit IGPC (1994) Notice no IA72000147                                               | XVIIIe et XIXe siècles                       | 47° 42′ 19″ N, 0° 09′ 06″ O |              |
| Néo-gothique                                                           | Château d'Amenon                                       | Saint-Germain-d'Arcé          | Inscrit IGPC (2007) Notice no IA72000788.                                              | XVe et XIXe siècles                          |                             |              |
| Baroque, rococo                                                        | Château d'Ardenay                                      | Ardenay-sur-Mérize            | Inscrit MH (1982) · Notice no PA00109660                                               | XVIIIe et XIXe siècles                       | 47° 59′ 29″ N, 0° 25′ 57″ E |              |
| Demeure seigneuriale                                                   | Manoir de l'Arthuisière                                | Saint-Germain-du-Val          |                                                                                        | Fin du XVe siècle XIXe siècle                |                             |              |
| Classicisme, classique · Manoir, gentilhommière                        | Château de l'Auberdière                                | Fay                           |                                                                                        | XVIIIe siècle                                |                             |              |
| Château fort                                                           | Château des Aulnays                                    | Torcé-en-Vallée               |                                                                                        | XIe siècle, XIVe et XVe siècles              | 48° 07′ 09″ N, 0° 23′ 06″ E |              |
| Manoir, gentilhommière                                                 | Château de l'Aunay (Manoir de la Grand'Maison)         | Lombron                       |                                                                                        | XVe siècle                                   | 48° 05′ 04″ N, 0° 24′ 26″ E |              |
| Manoir, gentilhommière                                                 | Manoir de l'Auneau                                     | Luché-Pringé                  | Inscrit IGPC (2004) Notice no IA72000899.                                              | XVIIe siècle                                 |                             |              |
| Logis                                                                  | Manoir de l'Aurière                                    | Ruillé-sur-Loir               | Classé MH (1983) · Notice no PA00109923                                                | XVe siècle XVIIe siècle                      |                             |              |
| Château fort                                                           | Château de Ballon                                      | Ballon                        | Classé MH (1923) · Notice no PA00109676                                                | XIe siècle, XVe et XVIe siècles              | 48° 10′ 44″ N, 0° 13′ 59″ E |              |
| Château fort                                                           | Château de la Balluère                                 | Pirmil                        | Classé MH (1984) · Inscrit MH (1984) · Notice no PA00109905                            | XIVe et XVIe siècles                         | 47° 53′ 55″ N, 0° 06′ 27″ O |              |
| Néo-classique                                                          | Château de la Barbée                                   | Bazouges-sur-le-Loir          | Inscrit MH (1991) · Notice no PA00110007 · Notice no IA72000148                        | XIXe siècle                                  | 47° 40′ 42″ N, 0° 10′ 54″ O |              |
| Manoir, gentilhommière                                                 | Château de la Barre                                    | Conflans-sur-Anille           |                                                                                        | XVe siècle XIXe siècle                       | 47° 56′ 55″ N, 0° 44′ 56″ E |              |
| Château fort · Classicisme, classique                                  | Château de Bazouges                                    | Bazouges-sur-le-Loir          | Classé MH (1928) · Inscrit MH (1994) · Notice no PA00109677 · Notice no IA72000149     | XIIIe et XVe siècles, XVIIe et XIXe siècles  | 47° 41′ 15″ N, 0° 10′ 00″ O |              |
| Manoir, gentilhommière · Demeure seigneuriale                          | Manoir de Beaucé                                       | Solesmes                      | Inscrit IGPC (1983) Notice no IA00058570                                               | XIVe siècle et XIXe siècle                   | 47° 50′ 59″ N, 0° 15′ 00″ O |              |
| Manoir, gentilhommière                                                 | Manoir de Beaumont                                     | Joué-en-Charnie               | Inscrit MH (1980) · Notice no PA00109771                                               | XVe siècle                                   |                             |              |
| Château fort · Ruine ou disparu                                        | Château de Beaumont                                    | Beaumont-sur-Sarthe           | Inscrit MH (1927) · Notice no PA00109684                                               | XIe et XIIe siècles                          | 48° 13′ 27″ N, 0° 07′ 45″ E |              |
| Manoir, gentilhommière                                                 | Manoir de la Béchuère                                  | Saint-Gervais-de-Vic          | Inscrit MH (1979) · Notice no PA00109944                                               | XVe et XVIe siècles                          | 47° 51′ 59″ N, 0° 43′ 32″ E |              |
| Renaissance · Baroque, rococo                                          | Château de Bellefille                                  | Chemiré-le-Gaudin             | Inscrit MH (1973) · Notice no PA00109712                                               | XVIe et XVIIIe siècles                       | 47° 56′ 15″ N, 0° 01′ 03″ O |              |
| Renaissance · Domaine viticole                                         | Château de Bénéhard                                    | Chahaignes                    | Classé MH (1987) · Notice no PA00109695                                                | XVIe et XVIIe siècles                        | 47° 45′ 59″ N, 0° 31′ 55″ E |              |
| Manoir, gentilhommière                                                 | Manoir de la Beunêche                                  | Roëzé-sur-Sarthe              | Inscrit MH (1949) · Notice no PA00109919                                               | XVIe siècle                                  |                             |              |
| Manoir, gentilhommière                                                 | Manoir de la Béziguère                                 | Pirmil                        |                                                                                        | XVIIe siècle                                 |                             |              |
| Château fort · Manoir, gentilhommière                                  | Château de Bezonnais                                   | Écommoy                       |                                                                                        | XVIIe siècle                                 | 47° 49′ 22″ N, 0° 15′ 41″ E |              |
| Manoir, gentilhommière                                                 | Logis de Biard                                         | Chevillé                      | Inscrit MH (2014) · Notice no PA72000046                                               | XVIe siècle                                  |                             |              |
| Manoir, gentilhommière                                                 | Manoir de la Blottière                                 | Cré                           | Inscrit IGPC (1994) Notice no IA72000216                                               | XVe siècle XVIe et XVIIIe siècles            |                             |              |
| Manoir, gentilhommière                                                 | Château de Bois-Pincé                                  | Savigné-sous-le-Lude          | Inscrit IGPC (2006) Notice no IA72000976.                                              | XVe siècle                                   |                             |              |
| Renaissance · Manoir, gentilhommière                                   | Château de Bois-Doublet                                | Saint-Célerin                 | Inscrit MH (1996) · Notice no PA72000003                                               | Début du XVIIe siècle                        |                             |              |
| Manoir, gentilhommière                                                 | Château de la Boissière                                | Écommoy                       |                                                                                        | XVe et XVIIIe siècles                        | 47° 49′ 45″ N, 0° 16′ 18″ E |              |
| Château fort · Néo-gothique                                            | Château de Bonnétable                                  | Bonnétable                    | Inscrit MH (1991) · Notice no PA00110008 · Notice no IA72000815                        | XVe et XIXe siècles                          | 48° 10′ 36″ N, 0° 25′ 33″ E |              |
| Classicisme, classique                                                 | Château des Bordeaux                                   | Amné                          | Inscrit MH (1984) · Notice no PA00109659                                               | XVIIIe siècle                                | 48° 01′ 30″ N, 0° 03′ 16″ O |              |
| Néo-classique                                                          | Château de Bouchevreau                                 | La Flèche                     |                                                                                        | XVIIIe et XIXe siècles                       |                             |              |
| Classicisme, classique                                                 | Château de la Bouillerie                               | Crosmières                    | Inscrit MH (2017) · Notice no PA72000053                                               | XVIIe siècle Fin du XIXe siècle              |                             |              |
| Manoir, gentilhommière                                                 | Château de Bouloire                                    | Bouloire                      | Inscrit MH (1926) · Notice no PA00109691                                               | XVIe siècle                                  |                             |              |
| Manoir, gentilhommière                                                 | Château de la Bretonnière                              | Domfront-en-Champagne         |                                                                                        | XIXe siècle                                  | 48° 07′ 13″ N, 0° 03′ 40″ E |              |
| Classicisme, classique                                                 | Château de Brusson                                     | Soulitré                      |                                                                                        | XVIIIe siècle                                | 48° 00′ 38″ N, 0° 26′ 49″ E |              |
| Manoir, gentilhommière                                                 | Manoir de la Bussonnière                               | Maresché                      | Inscrit MH (1981) · Notice no PA00109878                                               | XVe et XVIIIe siècles                        |                             |              |
| Ruine ou disparu                                                       | Château de la Buzardière                               | Changé                        | Inscrit MH (1928) · Notice no PA00109701                                               | XVe et XVIIIe siècles                        |                             |              |
| Néo-Renaissance                                                        | Château des Carmes                                     | La Flèche                     | Inscrit IGPC (1992) Notice no IA72000110                                               | XIe et XVIIe siècles XXe siècle              |                             |              |
| Manoir, gentilhommière · Renaissance                                   | Manoir de Champmarin                                   | Aubigné-Racan                 | Inscrit MH (1978) · Notice no PA00109666 · Inscrit IGPC (2005) · Notice no IA72000480. | XVe siècle XVIe et XVIIe siècles             |                             |              |
| Édifice religieux · Logis · Classicisme, classique                     | Manoir de Champagne (ancienne abbaye)                  | Rouez                         | Inscrit MH (1932) · Notice no PA00109922                                               | XVIIe et XVIIIe siècles                      |                             |              |
| Néo-classique                                                          | Château de Chanteloup (Boisrier)                       | Sillé-le-Philippe             |                                                                                        | XIXe siècle                                  |                             |              |
| Renaissance                                                            | Château de Chanteloup                                  | Vallon-sur-Gée                | Inscrit MH (1990) · Notice no PA00110005                                               | XVIe siècle                                  |                             |              |
| Néo-classique                                                          | Château de la Châtaigneraie                            | La Chapelle-aux-Choux         | Inscrit IGPC (2007) Notice no IA72000747.                                              | Fin du XIXe siècle                           |                             |              |
| Manoir, gentilhommière · Édifice religieux                             | Manoir de Château-l'Hermitage (ancien prieuré)         | Château-l'Hermitage           | Inscrit MH (1926) · Classé MH (1964) · Notice no PA00109706                            | XVe et XVIe siècles                          |                             |              |
| Classicisme, classique                                                 | Château de Chêne-de-Cœur                               | Saint-Pavace                  | Inscrit MH (2016) · Notice no PA72000051                                               | XVIIIe et XIXe siècles                       |                             |              |
| Château fort · Ruine ou disparu                                        | Château du Cheneru                                     | Pirmil                        |                                                                                        | XIIIe siècle XVe et XVIe siècles             |                             |              |
| Classicisme, classique                                                 | Château de Chérigny                                    | Chenu                         | Inscrit IGPC (2008) Notice no IA72000530.                                              | XVIIe siècle                                 |                             |              |
| Néo-classique                                                          | Château du Chesnay                                     | Torcé-en-Vallée               |                                                                                        | XIXe siècle                                  |                             |              |
| Manoir, gentilhommière                                                 | Manoir de la Chevallerie                               | Sainte-Cérotte                | Classé MH (1986) · Inscrit MH (1986) · Notice no PA00109934                            | XVe siècle                                   |                             |              |
| Manoir, gentilhommière                                                 | Manoir des Claies                                      | Asnières-sur-Vègre            | Inscrit MH (1996) · Notice no PA72000001                                               | Fin du XVe siècle                            |                             |              |
| Manoir, gentilhommière                                                 | Manoir de Combres                                      | Moitron-sur-Sarthe            | Inscrit MH (1999) · Notice no PA72000013                                               | XVe et XVIe siècles                          |                             |              |
| Manoir, gentilhommière                                                 | Manoir de la Corbinière                                | Bazouges-sur-le-Loir          | Inscrit IGPC (1994) Notice no IA72000154                                               | XVe et XVIe siècles                          |                             |              |
| Manoir, gentilhommière                                                 | Manoir de Couesmes                                     | Ancinnes                      | Inscrit MH (2005) · Notice no PA72000030                                               | XIVe et XVe siècles XVIe siècle              |                             |              |
| Classicisme, classique · Manoir, gentilhommière                        | Château de Coulans                                     | Coulans-sur-Gée               | Inscrit MH (1980) · Notice no PA00109727                                               | XVIIIe siècle                                |                             |              |
| Manoir, gentilhommière · Classicisme, classique                        | Château de Coulennes                                   | Loué                          | Inscrit MH (1977) · Notice no PA00109779                                               | XVIIIe siècle                                |                             |              |
| Manoir, gentilhommière · Néo-gothique                                  | Château de Coulon                                      | Roëzé-sur-Sarthe              |                                                                                        | XVe siècle XIXe siècle                       |                             |              |
| Manoir, gentilhommière · Renaissance                                   | Manoir de la Cour                                      | Coudrecieux                   | Inscrit MH (2005) · Notice no PA72000031 · Inscrit IGPC (2020) · Notice no IA72059072. | XVe et XVIe siècles XVIIe siècle             | 47° 59′ 31″ N, 0° 37′ 57″ E |              |
| Manoir, gentilhommière                                                 | Manoir de la Cour                                      | Cré                           | Inscrit IGPC (1994) Notice no IA72000215                                               | XVe siècle XVIIe siècle                      |                             |              |
| Logis                                                                  | Château de Courbomer (ou Monhoudou)                    | Monhoudou                     |                                                                                        | XVe siècle XVIIIe siècle                     |                             |              |
| Forteresse, fort(ification) · Château fort                             | Donjon de Courmenant                                   | Rouez-en-Champagne            |                                                                                        | IXe et Xe siècles XIVe et XVe siècles        |                             |              |
| Château fort · Demeure seigneuriale                                    | Château de Courtanvaux                                 | Bessé-sur-Braye               | Inscrit MH (1980) · Notice no PA00109687 · Classé MH (1948) · Site classé (1975)       | XIVe siècle                                  |                             |              |
| Renaissance                                                            | Château de Courteille                                  | Coulans-sur-Gée               |                                                                                        | XVIe siècle                                  |                             |              |
| Classicisme, classique                                                 | Château de Courtilloles                                | Saint-Rigomer-des-Bois        | Inscrit MH (1964) · Notice no PA00109959                                               | XVIIIe siècle                                |                             |              |
| Classicisme, classique                                                 | Château de Courvalain                                  | La Chapelle-Saint-Rémy        |                                                                                        | XVIIIe siècle                                |                             |              |
| Manoir, gentilhommière                                                 | Château de Créans                                      | Clermont-Créans               | Inscrit MH (1905) · Notice no PA00109722                                               | XVe siècle XVIIIe siècle                     |                             |              |
| Manoir, gentilhommière                                                 | Manoir de la Danière                                   | Amné                          | Inscrit MH (2003) · Notice no PA72000027                                               | XVIe siècle                                  |                             |              |
| Manoir, gentilhommière                                                 | Château de Dehault                                     | Dehault                       | Inscrit MH (1981) · Notice no PA00109734                                               | XVe siècle XVIIIe siècle                     |                             |              |
| Classicisme, classique                                                 | Château de Dobert                                      | Avoise                        | Inscrit MH (1989) · Notice no PA00109995                                               | XVIIIe siècle                                |                             |              |
| Classicisme, classique                                                 | Château du Doussay                                     | La Flèche                     | Inscrit IGPC (1992) Notice no IA72000088                                               | XVIIIe et XIXe siècles                       |                             |              |
| Manoir, gentilhommière                                                 | Manoir de l'Échenay                                    | Assé-le-Boisne                | Inscrit MH (1969) · Notice no PA00109665                                               | XVe et XVIe siècles                          |                             |              |
| Classicisme, classique                                                 | Château d'Eporcé                                       | La Quinte                     | Inscrit MH (1989) · Notice no PA00110002                                               | XVIIe siècle XIXe siècle                     |                             |              |
| Demeure seigneuriale · Manoir, gentilhommière · Classicisme, classique | Château des Étangs                                     | Saint-Vincent-du-Lorouër      | Inscrit MH (1988) · Notice no PA00109963 · Inscrit IGPC (2010) · Notice no IA72001187. | XVIe et XVIIe siècles XVIIIe siècle          |                             |              |
| Manoir, gentilhommière · Classicisme, classique                        | Manoir de la Faverie                                   | Beaumont-Pied-de-Bœuf         | Inscrit MH (1926) · Notice no PA00109680                                               | XVIIe siècle                                 |                             |              |
| Château fort · Forteresse, fort(ification) · Logis                     | Château de la Ferté-Bernard                            | La Ferté-Bernard              | Classé MH (1981) · Inscrit MH (1992) · Notice no PA00109750 · Notice no IA00034745     | XIe siècle XVe et XVIIe siècles              |                             |              |
| Demeure seigneuriale · Renaissance                                     | Château de La Flotte                                   | Lavenay                       | Inscrit IGPC (2014) Notice no IA72001375.                                              | XVIe et XIXe siècles                         |                             |              |
| Manoir, gentilhommière · Renaissance · Logis                           | Manoir du Follet                                       | Saint-Pierre-du-Lorouër       | Inscrit MH (1928) · Notice no PA00109955 · Inscrit IGPC (2009) · Notice no IA72001202. | XVIe siècle                                  |                             |              |
| Classicisme, classique                                                 | Château des Fontaines                                  | Bazouges-sur-le-Loir          | Inscrit IGPC (1994) Notice no IA72000155                                               | XVe et XVIIe siècles XIXe et XXe siècles     | 47° 42′ 13″ N, 0° 09′ 29″ O |              |
| Édifice religieux · Classicisme, classique                             | Château de Fontenaille (Couvent de Béthanie)           | Écommoy                       | Inscrit MH (1943) · Notice no PA00109747                                               | XVIIe siècle                                 |                             |              |
| Logis · Manoir, gentilhommière                                         | Logis de Fontenay                                      | Fontenay-sur-Vègre            | Inscrit MH (1926) · Notice no PA00109765                                               | XIVe et XVe siècles                          |                             |              |
| Néo-Renaissance                                                        | Château de la Forêterie                                | Allonnes                      |                                                                                        | Fin du XIXe siècle                           |                             |              |
| Forteresse, fort(ification) · Demeure seigneuriale                     | Château du Fort-des-Salles                             | Mayet                         | Inscrit MH (1927) · Classé MH (1984) · Notice no PA00109880                            | XIVe siècle                                  |                             |              |
| Château fort · Ruine ou disparu                                        | Château de la Foulière                                 | Roëzé-sur-Sarthe              |                                                                                        | Moyen Âge                                    |                             |              |
| Forteresse, fort(ification) · Ruine ou disparu                         | Château de Fresnay                                     | Fresnay-sur-Sarthe            | Inscrit MH (1926) · Notice no PA00109766                                               | XIVe et XVe siècles                          |                             |              |
| Forteresse, fort(ification) · Renaissance                              | Château de Gallerande                                  | Luché-Pringé                  | Inscrit IGPC (2004) Notice no IA72000891.                                              | XIIe siècle XVe et XVIe siècles              |                             |              |
| Manoir, gentilhommière                                                 | Manoir de Gautret                                      | Sablé-sur-Sarthe              | Inscrit MH (1996) · Notice no PA00109925 · Inscrit IGPC (1983) · Notice no IA00058528  | XVe siècle                                   |                             |              |
| Manoir, gentilhommière                                                 | Manoir de Genevraye                                    | Aubigné-Racan                 | Inscrit IGPC (2005) Notice no IA72000470.                                              | XVIIe et XIXe siècles                        |                             |              |
| Manoir, gentilhommière                                                 | Manoir de la Giraudière                                | La Chapelle-aux-Choux         | Inscrit IGPC (2007) Notice no IA72000745.                                              | XVIe et XVIIe siècles                        |                             |              |
| Manoir, gentilhommière                                                 | Manoir du Grand-Teil                                   | Avoise                        | Inscrit IGPC (1985) Notice no IA00058141                                               | XVe et XVIe siècles XIXe siècle              |                             |              |
| Néo-Renaissance                                                        | Château de la Grange-Moreau                            | Vallon-sur-Gée                |                                                                                        | XIXe siècle                                  |                             |              |
| Classicisme, classique                                                 | Château de la Grifferie                                | Luché-Pringé                  | Inscrit MH (1976) · Notice no PA00109781                                               | XVIIe siècle                                 |                             |              |
| Classicisme, classique                                                 | Château des Gringuenières                              | La Chapelle-d'Aligné          | Inscrit MH (1994) · Notice no PA00132710                                               | XVIe et XVIIe siècles XVIIIe siècle          |                             |              |
| Classicisme, classique                                                 | Château de la Groirie                                  | Trangé                        | Inscrit MH (1974) · Notice no PA00109979                                               | XVIe et XVIIIe siècles                       |                             |              |
| Classicisme, classique                                                 | Château du Gros-Chesnay                                | Fillé                         | Inscrit MH (2003) · Notice no PA72000026                                               | XVIe et XVIIIe siècles                       |                             |              |
| Logis                                                                  | Commanderie du Gué-Lian                                | Moitron-sur-Sarthe            | Inscrit MH (2005) · Notice no PA72000032                                               | XIIIe et XVe siècles XVIe et XVIIe siècles   |                             |              |
| Manoir, gentilhommière                                                 | Manoir de Guiberne                                     | Vallon-sur-Gée                | Inscrit MH (2011) · Notice no PA72000044                                               | Fin du XVIe siècle                           |                             |              |
| Manoir, gentilhommière · Renaissance                                   | Manoir de l'Habit                                      | Domfront-en-Champagne         | Inscrit MH (1944) · Notice no PA00109742                                               | XVIe siècle                                  | 48° 06′ 51″ N, 0° 00′ 42″ E |              |
| Folie (montpelliéraine) · Style Louis XV                               | Château du Haut-Buisson                                | Cherré                        | Patrimoine en péril (2021)                                                             | Milieu du XIXe siècle                        |                             |              |
| Néo-gothique                                                           | Château du Haut-Rasné                                  | Chahaignes                    | Inscrit MH (1984) · Notice no PA00109696                                               | Fin du XIXe siècle                           |                             |              |
| Manoir, gentilhommière                                                 | Manoir des Hayes-le-Vicomte                            | Luché-Pringé                  | Inscrit IGPC (2004) Notice no IA72000898.                                              | XVIe siècle XVIIe et XVIIIe siècles          |                             |              |
| Demeure seigneuriale                                                   | Château des Hunaudières                                | Mulsanne                      | Inscrit MH (1966) · Notice no PA00109887                                               | XVIIIe et XIXe siècles                       |                             |              |
| Manoir, gentilhommière                                                 | Château de la Jaille                                   | Chahaignes                    | Inscrit MH (1966) · Notice no PA00109697                                               | XVIe et XVIIe siècles                        |                             |              |
| Logis                                                                  | Logis de la Jatterie                                   | Connerré                      | Inscrit MH (1996) · Notice no PA72000002                                               | XVIIIe siècle                                |                             |              |
| Manoir, gentilhommière                                                 | Manoir de la Jeune-Panne                               | Auvers-le-Hamon               | Inscrit IGPC (1983) Notice no IA00058090                                               | XIVe siècle XVIe et XVIIIe siècles           |                             |              |
| Classicisme, classique                                                 | Château de Juigné                                      | Juigné-sur-Sarthe             | Inscrit IGPC (1984) Notice no IA00058183                                               | XVIIe siècle XIXe siècle                     |                             |              |
| Manoir, gentilhommière                                                 | Château de Lassay                                      | Saint-Michel-de-Chavaignes    |                                                                                        | XVIIIe siècle                                |                             |              |
| Classicisme, classique                                                 | Château de Lauresse                                    | Lombron                       | Inscrit MH (1970) · Notice no PA00109777                                               | XVIIe siècle                                 | 48° 04′ 23″ N, 0° 25′ 43″ E |              |
| Manoir, gentilhommière · Renaissance                                   | Manoir de Linthe                                       | Saint-Léonard-des-Bois        | Inscrit MH (1984) · Notice no PA00109947                                               | XVIe siècle                                  | 48° 20′ 50″ N, 0° 04′ 42″ O |              |
| Manoir, gentilhommière                                                 | Château de Lorrière                                    | Dissé-sous-le-Lude            | Inscrit MH (2001) · Notice no PA72000018                                               | XVe siècle                                   |                             |              |
| Néo-classique                                                          | Château du Luart                                       | Le Luart                      | Inscrit MH (1989) · Notice no PA00109998                                               | XIXe siècle                                  |                             |              |
| Classicisme, classique                                                 | Château de Lucé                                        | Grand-Lucé                    | Inscrit MH (1998) · Notice no PA00109770                                               | XVIIIe siècle                                |                             |              |
| Manoir, gentilhommière                                                 | Manoir de Luché (ancien prieuré)                       | Luché-Pringé                  | Inscrit MH (1978) · Notice no PA00109787                                               | Fin du XVe siècle                            |                             |              |
| Forteresse, fort(ification) · Renaissance · Néo-gothique               | Château du Lude                                        | Le Lude                       | Classé MH (1928) · Inscrit MH (1992) · Notice no PA00109788                            | XIIIe siècle XVe et XVIe siècles XIXe siècle | 47° 23′ 06″ N, 0° 05′ 36″ E |              |
| Logis                                                                  | Logis de la Maçonnière                                 | Saint-Christophe-en-Champagne | Inscrit MH (1988) · Notice no PA00109937.                                              | XVIIe siècle XVIIIe siècle                   |                             |              |
| Palais · Forteresse, fort(ification) · Château fort                    | Palais des comtes du Maine ou Palais royal Plantagenêt | Le Mans                       | Classé MH (1930) · Inscrit MH (1945) · Notice no PA00109801                            | XIIe et XIVe siècles XVe siècle              | 48° 00′ 27″ N, 0° 11′ 51″ E |              |
| Style Louis XIII                                                       | Château de la Maison Rouge                             | La Bruère-sur-Loir            | Inscrit IGPC (2005) Notice no IA72000720.                                              | XIXe siècle                                  |                             |              |
| Manoir, gentilhommière                                                 | Château de Malicorne                                   | Malicorne-sur-Sarthe          | Inscrit MH (1986) · Notice no PA00109792                                               | XVIIIe siècle                                |                             |              |
| Logis                                                                  | Pavillon de Malidor                                    | Le Lude                       | Inscrit MH (1973) · Notice no PA00109790                                               | XIVe et XVe siècles                          |                             |              |
| Forteresse, fort(ification) · Ruine ou disparu                         | Château du Mans                                        | Le Mans                       | Inscrit MH (1945) · Classé MH (1930) · Notice no PA00109801                            | XIe siècle                                   |                             |              |
| Renaissance · Manoir, gentilhommière                                   | Château de Maquillé                                    | Souligné-Flacé                |                                                                                        | XVIe et XVIIe siècles                        |                             |              |
| Renaissance                                                            | Château de la Marcellière                              | Marçon                        | Inscrit MH (1985) · Notice no PA00109876                                               | XVIe siècle                                  |                             |              |
| Classicisme, classique · Manoir, gentilhommière                        | Château de Marigné                                     | Bazouges-sur-le-Loir          | Inscrit IGPC (1994) Notice no IA72000156                                               | XVIIe siècle XIXe siècle                     |                             |              |
| Demeure seigneuriale                                                   | Château de Martigné                                    | Avessé                        | Inscrit MH (1990) · Notice no PA00109672                                               | XVe siècle                                   |                             |              |
| Manoir, gentilhommière                                                 | Manoir de Maupertuis                                   | Auvers-le-Hamon               | Inscrit MH (1983) · Notice no IA00058091                                               | XVe et XVIIIe siècles                        |                             |              |
| Néo-Renaissance                                                        | Château du Maurier                                     | La Fontaine-Saint-Martin      | Inscrit MH (1992) · Notice no PA00110012                                               | XIXe siècle                                  |                             |              |
| Logis                                                                  | Manoir du Maurier                                      | Savigné-sous-le-Lude          | Inscrit IGPC (2006) Notice no IA72000983.                                              | XVIIe siècle                                 |                             |              |
| Classicisme, classique · Ruine ou disparu                              | Château de Milon                                       | Amné                          |                                                                                        | XVIe siècle XVIIe siècle                     |                             |              |
| Manoir, gentilhommière                                                 | Manoir de Mirebeau                                     | Vivoin                        | Inscrit MH (1998) · Notice no PA72000011                                               | XIVe siècle                                  |                             |              |
| Classicisme, classique                                                 | Château de Montaupin                                   | Oizé                          |                                                                                        | Fin du XVIIIe siècle                         |                             |              |
| Styles xxe siècle                                                      | Château de Montbraye                                   | Parigné-l'Évêque              |                                                                                        | XXe siècle                                   |                             |              |
| Néo-Renaissance                                                        | Château de Montertreau                                 | Parigné-le-Pôlin              | Inscrit MH (2011) · Classé MH (2012) · Notice no PA72000045                            | XIXe siècle                                  |                             |              |
| Style italianisant · (Néo-)Palladianisme                               | Château de Montfort                                    | Montfort-le-Gesnois           | Inscrit IGPC (2019) Notice no IA72058843.                                              | XIXe siècle                                  |                             |              |
| Château fort · Logis                                                   | Château de Montmirail                                  | Montmirail                    | Inscrit MH (1964) · Notice no PA00109885                                               | XVe siècle                                   |                             |              |
| Logis · Renaissance                                                    | Château de Montreuil                                   | Montreuil-le-Henri            | Inscrit MH (1986) · Notice no PA00109886                                               | Moyen Âge XVIe siècle                        |                             |              |
| Demeure seigneuriale · Classicisme, classique                          | Château de Moulinvieux                                 | Asnières-sur-Vègre            | Inscrit MH (1989) · Notice no PA00109994                                               | XVIIe siècle                                 |                             |              |
| Demeure seigneuriale · Manoir, gentilhommière                          | Logis de Moullins                                      | Saint-Rémy-du-Val             | Inscrit MH (2020) · Notice no PA00109957                                               | XIIe et XVIe siècles                         |                             |              |
| Néo-classique                                                          | Château de Nauvay                                      | Nauvay                        |                                                                                        | XIXe siècle                                  |                             |              |
| Manoir, gentilhommière                                                 | Manoir du Palais                                       | Bazouges-sur-le-Loir          | Inscrit IGPC (1994) Notice no IA72000161                                               | XVe siècle ou XVIe siècle                    |                             |              |
| Manoir, gentilhommière                                                 | Manoir de Panne                                        | Cormes                        | Inscrit MH (1986) · Notice no IA00034587                                               | XVe et XVIe siècles XVIIIe siècle            |                             |              |
| Manoir, gentilhommière                                                 | Manoir de Pantigné                                     | Auvers-le-Hamon               | Inscrit MH (1989) · Notice no PA00109670 · Inscrit IGPC (1983) · Notice no IA00058092  | XVe siècle                                   |                             |              |
| Demeure seigneuriale · Renaissance                                     | Château de Passay                                      | Sillé-le-Philippe             | Inscrit MH (1993) · Notice no PA00125654                                               | XVIe siècle                                  |                             |              |
| Demeure seigneuriale                                                   | Château du Paty                                        | Chenu                         | Inscrit MH (1977) · Notice no PA00109716                                               | XVe et XVIe siècles XVIIIe siècle            |                             |              |
| Classicisme, classique                                                 | Château des Perrais                                    | Parigné-le-Pôlin              | Inscrit MH (1984) · Notice no PA00109900                                               | XVIIIe siècle                                |                             |              |
| Manoir, gentilhommière                                                 | Manoir du Perray                                       | La Chapelle-aux-Choux         | Inscrit IGPC (2007) Notice no IA72000749.                                              | XIIIe et XVIe siècles                        |                             |              |
| Classicisme, classique · Édifice religieux                             | Château du Perray-Neuf (ancienne abbaye)               | Précigné                      | Inscrit MH (1983) · Notice no PA00109913                                               | XVIIe et XVIIIe siècles                      |                             |              |
| Manoir, gentilhommière · Gothique (flamboyant)                         | Manoir de la Perrière                                  | Voivres-lès-le-Mans           |                                                                                        | XIIe siècle                                  |                             |              |
| Manoir, gentilhommière                                                 | Manoir de la Perrine de Cry                            | Avoise                        | Inscrit MH (1926) · Notice no PA00109674 · Inscrit IGPC (1986) · Notice no IA00058143  | XVe siècle                                   |                             |              |
| Classicisme, classique                                                 | Château de Perrochel                                   | Saint-Aubin-de-Locquenay      | Inscrit MH (1974) · Notice no PA00109929                                               | XVIIIe siècle                                |                             |              |
| Manoir, gentilhommière                                                 | Manoir du Petit-Béru                                   | Vallon-sur-Gée                | Classé MH (1976) · Inscrit MH (1976) · Notice no PA00109984                            | XVe siècle                                   |                             |              |
| Classicisme, classique                                                 | Château du Petit-Perray                                | Vaas                          | Inscrit MH (1993) · Notice no PA00125655                                               | XVIIIe siècle                                |                             |              |
| Manoir, gentilhommière                                                 | Manoir de la Picoterie ou Picotière                    | Coulongé                      | Inscrit IGPC (2005) Notice no IA72000636.                                              | XVIe et XVIIIe siècles                       |                             |              |
| Néo-classique                                                          | Château de la Pierre                                   | Coudrecieux                   |                                                                                        | XIXe siècle                                  | 47° 59′ 47″ N, 0° 39′ 05″ E |              |
| Logis                                                                  | Logis de la Pinellière                                 | Gréez-sur-Roc                 | Inscrit MH (1989) · Notice no PA00109997                                               | XVIIe siècle                                 |                             |              |
| Manoir, gentilhommière                                                 | Manoir du Plessis                                      | Auvers-le-Hamon               | Inscrit IGPC (1983) Notice no IA00058093                                               | XVIIIe siècle                                |                             |              |
| Logis                                                                  | Logis du Plessis-Roland                                | Précigné                      | Inscrit MH (2008) · Notice no PA72000039                                               | XVe siècle XVIIe siècle                      |                             |              |
| Manoir, gentilhommière                                                 | Manoir de Poillé-sur-Vègre                             | Poillé-sur-Vègre              | Inscrit MH (1928) · Notice no PA00109910                                               | XVIe siècle                                  |                             |              |
| Manoir, gentilhommière                                                 | Manoir de la Poissonnière                              | Saint-Ouen-en-Belin           | Classé MH (1977) · Notice no PA00109952                                                | XIVe siècle                                  |                             |              |
| Renaissance                                                            | Château de Poncé                                       | Poncé-sur-le-Loir             | Inscrit MH (1928) · Notice no PA00109911                                               | XVIe siècle                                  |                             |              |
| Maison forte                                                           | Manoir de Préau                                        | Chemiré-le-Gaudin             |                                                                                        | XVe siècle                                   |                             |              |
| Manoir, gentilhommière · Édifice religieux                             | Manoir de Pringé (ancien presbytère)                   | Luché-Pringé                  | Inscrit IGPC (2004) Notice no IA72001032.                                              | XVe siècle                                   |                             |              |
| Logis                                                                  | Château de la Prousterie                               | Avezé                         | Inscrit IGPC (1986) Notice no IA00034815                                               | XVe et XIXe siècles                          |                             |              |
| Manoir, gentilhommière                                                 | Manoir de Riablay                                      | Château-du-Loir               | Inscrit MH (1966) · Notice no PA00109710                                               | XIVe siècle XVIe et XVIIIe siècles           |                             |              |
| Manoir, gentilhommière                                                 | Manoir de Richefuye (ou Grande Fuye)                   | Cherré                        | Inscrit IGPC (1986) Notice no IA00034583                                               | Fin du XVe siècle XVIIIe siècle              |                             |              |
| Néo-gothique                                                           | Château de la Roche-Mailly                             | Requeil                       | Inscrit MH (1975) · Notice no PA00109917                                               | XIXe siècle                                  |                             |              |
|                                                                        | Château de la Roche Breslay                            | Soulitré                      |                                                                                        | XVe siècle                                   |                             |              |
| Classicisme, classique                                                 | Château des Roches                                     | Sceaux-sur-Huisne             | Inscrit MH (1984) · Notice no PA00109966                                               | XVIIe siècle                                 |                             |              |
| Manoir, gentilhommière                                                 | Manoir de Rousson                                      | Parcé-sur-Sarthe              | Inscrit MH (1984) · Notice no PA00109898 · Inscrit IGPC (1984) · Notice no IA00058249  | XVe siècle                                   |                             |              |
| Classicisme, classique                                                 | Château de Sablé                                       | Sablé-sur-Sarthe              | Inscrit MH (1983) · Classé MH (1983) · Notice no IA00058554                            | XVIIIe siècle                                |                             |              |
| Classicisme, classique                                                 | Château de Saint-Aignan                                | Saint-Aignan                  | Inscrit MH (1988) · Notice no PA00109927                                               | XVIIe siècle                                 |                             |              |
| Logis · Édifice religieux                                              | Manoir Saint-Augustin (ancien prieuré)                 | Rouessé-Fontaine              | Inscrit MH (1974) · Notice no PA00109921                                               | XVe et XVIIIe siècles                        |                             |              |
| Manoir, gentilhommière · Classicisme, classique                        | Château de Saint-Frambault                             | Roëzé-sur-Sarthe              |                                                                                        | XVIIIe siècle                                |                             |              |
| Logis · Édifice religieux                                              | Manoir Saint-Martin (ancien prieuré)                   | Sougé-le-Ganelon              | Inscrit MH (1927) · Notice no PA00109973                                               | XVe et XVIe siècles                          |                             |              |
| Renaissance                                                            | Château de Saint-Paterne                               | Saint-Paterne                 |                                                                                        | XVIe siècle                                  |                             |              |
| Manoir, gentilhommière · Édifice religieux                             | Manoir de Saint-Pierre-de-Chevillé (ancien presbytère) | Saint-Pierre-de-Chevillé      | Inscrit MH (1926) · Notice no PA00109953                                               | XVIe siècle                                  |                             |              |
| Logis · Édifice religieux                                              | Manoir Saint-Symphorien (ancien prieuré)               | Marolles-les-Braults          | Inscrit MH (1995) · Notice no PA00135559                                               | XVe et XVIe siècles                          |                             |              |
| Manoir, gentilhommière                                                 | Manoir de Sarceau                                      | Sarcé                         | Inscrit MH (1989) · Notice no PA00109965                                               | XVe et XVIe siècles                          |                             |              |
| Logis                                                                  | Château de la Sauvagère                                | Chemiré-le-Gaudin             | Inscrit MH (1928) · Notice no PA00109713                                               | XVe siècle                                   |                             |              |
| Manoir, gentilhommière                                                 | Manoir de la Seigneurie                                | Maigné                        | Inscrit MH (1928) · Notice no PA00109791                                               | XIVe et XVe siècles                          |                             |              |
| Château fort · Demeure seigneuriale                                    | Château de Semur                                       | Semur-en-Vallon               | Inscrit MH (1927) · Notice no PA00109969                                               | XVe siècle                                   |                             |              |
| Manoir, gentilhommière                                                 | Manoir du Sentier                                      | La Chapelle-d'Aligné          | Inscrit IGPC (1993) Notice no IA72000184                                               | XVe et XVIe siècles                          |                             |              |
| Château fort                                                           | Château de Sillé                                       | Sillé-le-Guillaume            | Inscrit MH (1989) · Notice no PA00109970                                               | XVe siècle                                   |                             |              |
| Néo-classique                                                          | Château de Sourches                                    | Saint-Symphorien              | Inscrit MH (2022) · Notice no PA00109961                                               | XVIIIe siècle                                |                             |              |
| Logis                                                                  | Manoir du Temple (ancienne cour de justice)            | Asnières-sur-Vègre            | Inscrit MH (2017) · Notice no PA00109662                                               | XIVe et XVe siècles                          |                             |              |
| Manoir, gentilhommière                                                 | Manoir de la Touche-Arambois                           | Auvers-le-Hamon               | Inscrit IGPC (1983) Notice no IA00058094                                               | XVIe et XVIIIe siècles                       |                             |              |
| Manoir, gentilhommière                                                 | Manoir de Valaubrun (Valaubron)                        | Domfront-en-Champagne         |                                                                                        | XVe siècle                                   | 48° 07′ 03″ N, 0° 03′ 36″ E |              |
| Demeure seigneuriale                                                   | Château du Vau                                         | Sainte-Cérotte                |                                                                                        | XVIe siècle                                  |                             |              |
| Demeure seigneuriale                                                   | Château de Vaulogé                                     | Fercé-sur-Sarthe              | Inscrit MH (1992) · Notice no PA00109749                                               | XVe et XVIe siècles                          |                             |              |
| Manoir, gentilhommière                                                 | Manoir de Venevelles                                   | Luché-Pringé                  | Inscrit MH (1963) · Notice no PA00109785                                               | XVe siècle                                   |                             |              |
| Château fort                                                           | Château de Verdelles                                   | Poillé-sur-Vègre              | Inscrit MH (1922) · Notice no PA00109908                                               | XVe siècle                                   |                             |              |
| Manoir, gentilhommière                                                 | Manoir de Verdigné                                     | Avesnes-en-Saosnois           | Inscrit MH (1997) · Notice no PA72000004                                               | XVIe siècle                                  |                             |              |
| Manoir, gentilhommière                                                 | Manoir du Verger                                       | Auvers-le-Hamon               | Inscrit IGPC (1983) Notice no IA00058088                                               | XVe siècle                                   |                             |              |
| Classicisme, classique                                                 | Château de Vernie                                      | Vernie                        | Classé MH (1978) · Notice no PA00109985                                                | XVIIe siècle                                 |                             |              |
| Demeure seigneuriale                                                   | Château de Villaines                                   | Louplande                     | Classé MH (1984) · Notice no PA00109780 ·                                              | XVIIe siècle                                 |                             |              |
| Château fort                                                           | Château de Viré                                        | Viré-en-Champagne             | Classé MH (1989) · Notice no PA00110003 ·                                              | XIIe et XVe siècles                          |                             |              |
| Manoir, gentilhommière                                                 | Manoir de Voisine                                      | Noyen-sur-Sarthe              | Classé MH (1984) · Notice no PA00109892 ·                                              | XVIe siècle                                  |                             |              |
| Manoir, gentilhommière                                                 | Manoir de Vrigné                                       | Juigné-sur-Sarthe             | Classé MH (1989) · Notice no PA00109773 · Notice no IA00058185                         | XVe siècle                                   |                             |              |